# Forårs-Fredrik
Forårs-Fredrik er en dansk animationsfilm fra 1958 instrueret af Bent Barfod efter eget manuskript.

## Handling
En lyrisk tegnefilm om forårets komme inspireret af Sigfred Pedersens digt "Forårs Fredrik".